# Оразалы, Султан Шарипович
Султан Шарипович Оразалы (30 апреля 1941, Аягуз, Семипалатинская область, Казахская ССР, СССР — 22 августа 2021) — критик, литературовед, переводчик, теледраматург, государственный и общественный деятель. Заслуженный деятель культуры Казахской ССР (1981). Заслуженный деятель Казахстана (2001). Обладатель премий Президента РК.

## Биография
- Султан Шарипович Оразалинов родился 30 апреля 1941 года в г. Аягузе Семипалатинской области.
- Трудовую деятельность С.Оразалинов начал в 1958 году литературным сотрудником Абайской районной газеты.
- В 1964 году окончил филологический факультет Казахского государственного университета им. С. М. Кирова.
- После окончания университета, с 1964 по 1983 годы С.Оразалинов работал редактором, старшим редактором Казахского радио и телевидения, главным редактором дневных программ Казахского телевидения.
- С 1969 года С.Оразалинов — главный редактор Главной редакции литературно-драматических программ Казахского телевидения.
- С 1986 года С.Оразалинов является директором издательства «Онер».

## Трудовая деятельность
- После окончания университета, с 1964 по 1983 годы С.Оразалинов работал редактором, старшим редактором Казахского радио и телевидения, главным редактором дневных программ Казахского телевидения. С 1969 года С.Оразалинов — главный редактор Главной редакции литературно-драматических программ Казахского телевидения. С 1986 года С.Оразалинов является директором издательства «Онер».
- При его активном участии формировалась президентская модель единой государственной языковой политики, повышались статус и роль казахского языка, разрабатывался проект закона о языках. Его, без преувеличения, можно назвать борцом за возвращение казахского языка из исторического забвения.

## Награды
- 1974 — Лауреат премии Союз писателей Казахстана
- 1981 — Заслуженный деятель культуры Казахской ССР
- 1981 — «Отличник телевидения и радио СССР»
- 2001 — заслуженный деятель Казахстана[2]
- 2001 — Личный золотой знак президента РК «Алтын барыс»
- 2006 — Орден Парасат[3]
- 2012 — Орден «Барыс» 3 степени из рук президента РК в Акорде.[4]
- Лауреат международной литературной премии «Алаш»
- Орден «Барыс» 2 степени из рук президента РК в Акорде (14 декабря 2018)[5]
- Медали
- 2008 — Медаль «10 лет Астане»
- 2011 — Медаль «20 лет независимости Республики Казахстан»
- 2015 — Медаль «20 лет Конституции Республики Казахстан»
- 2016 — Медаль «25 лет независимости Республики Казахстан»